# Microcephalops banksi
Microcephalops banksi är en tvåvingeart som först beskrevs av Aczel 1940.  Microcephalops banksi ingår i släktet Microcephalops och familjen ögonflugor. Inga underarter finns listade i Catalogue of Life.